# Charltona trichialis
Charltona trichialis là một loài bướm đêm trong họ Crambidae.